# Leo Anchóriz
Leopoldo Anchóriz Fustel (Almeria, 22 de setembre de 1932 — Madrid, 17 de febrer de 1987) va ser un actor, guionista i director artístic espanyol.

## Biografia
Va néixer el 22 de setembre de 1932 en Almeria, Espanya. El seu veritable nom va ser Leopoldo Anchóriz Fustel, però al cinema sempre va utilitzar com a nom artístic "Leo Anchóriz", apareixent en alguns crèdits en anglès com "Leo Anchoris".
El 1965 es va casar amb María Callejón. Va ser gran amic de José María Forqué i Jaime de Armiñán, amb els qui va col·laborar en diverses pel·lícules, ja fos com a actor o com a guionista. Va morir d'una malaltia cardíaca el 17 de febrer de 1987.

## Filmografia
Es va especialitzar en els spaghetti western rodats a Almeria en els 60 i 70, i en pel·lícules péplum, però també va col·laborar en diverses pel·lícules i sèries espanyoles. Va treballar així mateix com guionista i director artístic.
Ha treballat a les ordres de directors com el citat José María Forqué, i els italians Sergio Corbucci, Enzo Castellari, Franco Giraldi i Umberto Lenzi.
Al llarg de la seva carrera cinematogràfica, ha compartit pantalla amb Agustín González, María Asquerino, Marisol, Sara Montiel o Vittorio Gassman.

### Com a actor
- Los locos del oro negro (1976)
- A simple vista (1975) (sèrie de televisió)
- Cuentos y leyendas (sèrie de televisió)
- La mentira (1975)
- Novela (sèrie de televisió, 1973-1974)
- Ficciones (sèrie de televisió, 1973-1974)
- Todos para uno, golpes para todos (1973)
- Hora once (sèrie de televisió, 1971-1973)
- ¡Qué nos importa la revolución! (1972)
- Las doce caras de Eva (sèrie de televisió, 1971)
- Teatro de siempre (sèrie de televisió, 1971)
- O Cangaçeiro (1970)
- Los desesperados (1969)
- Carola de día, Carola de noche (1969)
- Mátalos y vuelve (1968)
- Llego, veo, disparo (1968)
- Siete mujeres para los McGregor (1968)
- Tiempo y hora (sèrie de televisió, 1966-1967)
- Siete pistolas para los McGregor (1966)
- El escuadrón del pánico (1966)
- La muerte viaja demasiado (1965)
- El dedo en el gatillo (1965)
- Confidencias (4 episodos, 1963-1964)
- Los piratas de Malasia (1964)
- Sandokán, el magnífico (1963)
- Noches de Casablanca (1963)
- El juego de la verdad (1963)
- Horror (1963)
- El valle de los hombres de piedra (1963)
- La cuarta ventana (1963)
- Marcha o muere (1962)
- El balcón de la luna (1962)
- El gladiador invencible (1962)
- Milagro a los cobardes (1962)
- Duelo en la cañada (1959)
- El tigre de Chamberí (1957)
- Las muchachas de azul (1957)

### Com a guionista
- La petición (1976)
- Los fríos ojos del miedo (1971)
- La Lola dicen que no vive sola (1970)
- Carola de día, Carola de noche (1969)
- Vivir al sol (1965)

### Com a director artístic
- No es nada, mamá, sólo un juego (1974)
- La cera virgen (1972)

## Premis
Premis del Sindicat Nacional de l'Espectacle de 1976: Premi al millor guió per La petición.